# پوک فن هیل
پوک فن هیل (هلندی: Puck van Heel; ۲۱ ژانویهٔ ۱۹۰۴ – ۱۸ دسامبر ۱۹۸۴) بازیکن فوتبال اهل هلند بود.

## باشگاهی
از باشگاه‌هایی که در آن بازی کرده‌است می‌توان به باشگاه فوتبال فاینورد اشاره کرد.

## تیم ملی
وی همچنین در تیم ملی فوتبال هلند بازی کرده‌است.